# Lasioglossum lusorium
Lasioglossum lusorium är en biart som först beskrevs av Cresson 1872. Den ingår i släktet smalbin och familjen vägbin. Inga underarter finns listade i Catalogue of Life.

## Beskrivning
Ett avlångt bi med svart huvud och mellankropp. Vingarna är genomskinliga med brungula ribbor, benen är mörkbruna, och även bakkroppen är mörkbrun. Huvud och mellankropp har gles, vit behåring, bakkroppen har hårband med liggande, ljusa hår på framkanterna av tergiterna (segmenten på ovansidan) två till fyra (tydligast hos honan) Honan har en kroppslängd mellan 7,5 och 9 mm, hanen mellan 6,5 och 8 mm.

## Ekologi
Lasioglossum lusorium är primärt ett solitärt bi. Det förekommer dock att två eller flera honor kan dela ett bo. Detta grävs ut i sandjord i torra habitat, och består av en huvudgång med korta sidotunnlar som leder till larvcellerna.
Arten är oligolektisk, den söker (med få undantag) pollen och nektar på en växtfamilj, dunörtsväxter, framför allt nattljussläktet, släktet Camissonia och sommarljussläktet. Den har dock även påträffats på ärtväxtsläktet Prosopis och på den korgblommiga växten Hymenopappus filifolius. Honorna flyger mellan mars och oktober, med höjdpunkten mellan maj och juli. Hanarna börjar flyga senare än honorna, och har sin höjdpunkt förlagd till juni.

## Utbredning
Utbredningsområdet omfattar västra Nordamerika med en nordgräns i Alberta, Kanada. Västerut förekommer den till Stilla havskusten, med en ungefärlig östgräns från Michigan i USA över Nebraska, Colorado och Texas till San Luis Potosí i Mexiko. Den senare utgör även sydgränsen. I Mexiko finns även arten i delstaten Chihuahua.